# Flecha Valona 1991
La Flecha Valona 1991 se disputó el 17 de abril de 1991, y supuso la edición número 55 de la carrera. El ganador fue el italiano Moreno Argentin. El belga Claude Criquielion y el también italiano Claudio Chiappucci completaron el podio, siendo respectivamente segundo y tercero.

## Clasificación final
| Pos. | Ciclista              | Equipo        | Tiempo   |
| ---- | --------------------- | ------------- | -------- |
| 1    | Moreno Argentin       | Ariostea      | 5h13'14" |
| 2    | Claude Criquielion    | Lotto         | a 2'20"  |
| 3    | Claudio Chiappucci    | Carrera       | a 2'31"  |
| 4    | Jean-François Bernard | Banesto       | a 2'39"  |
| 5    | Dmitri Konyshev       | TVM-Sanyo     | a 3'02"  |
| 6    | Johan Bruyneel        | Lotto         | a 4'19"  |
| 7    | Eric Van Lancker      | Panasonic     | a 4'26"  |
| 8    | Marino Lejarreta      | ONCE          | a 4'53"  |
| 9    | Iñaki Gastón          | CLAS-Cajastur | a 4'58"  |
| 10   | Benny Heylen          | S.E.F.B.      | s.t.     |